# Молодіжне (Кропивницький район)
Молодіжне — селище в Україні, у Долинській міській громаді Кропивницького району Кіровоградської області. Населення — 1354 особи (2011). До 2020 року орган місцевого самоврядування — Молодіжненська сільська рада.

## Історія
Селище засноване 1960 року.

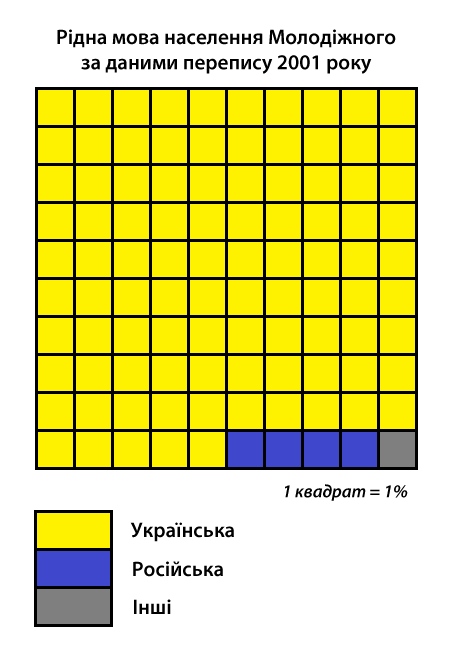
Рідна мова населення Молодіжного за даними перепису 2001 року

У 1967 році Молодіжне отримало статус селища міського типу.
12 червня 2020 року Молодіжненська сільська рада, в ході децентралізації, об'єднана з Долинською міською громадою.
17 липня 2020 року, в результаті адміністративно-територіальної реформи та ліквідації Долинського району, селище міського типу увійшло до складу Кропивницького району.

## Населення

### Мова
Розподіл населення за рідною мовою за даними перепису 2001 року:
| Мова       | Кількість | Відсоток |
| ---------- | --------- | -------- |
| українська | 1499      | 95.36%   |
| російська  | 67        | 4.26%    |
| білоруська | 6         | 0.38%    |
| Усього     | 1572      | 100%     |

## Освіта
У 1964 році почала працювати школа, яка з 2018 року є опорною. Споруда закладу цегляна, загальна площа 2438 м², має 19 класних кімнат, спортивний зал, столярну і слюсарну майстерні, два комп'ютерних класи, харчоблок та їдальня. 78 учнів закладу підвозяться із сіл Антонівка, Березівка, Лаврівка шкільними автобусами за рахунок сільських рад.